# Gunnar Svensson (socialdemokrat)
Gunnar Svensson, född 11 september 1932, är en svensk socialdemokratisk politiker och tjänsteman. Han var bland annat statssekreterare i Utbildningsdepartementet 1982–1989 och därefter ordförande i folkhögskolekommissionen. Han var yrkesverksam som lärare. Han har också varit borgarrådssekreterare, informationssekreterare för Ingvar Carlsson, chef för myndigheten Riksutställningar, rektor för SFI-skolan, ordförande för stiftelsen Framtidens kultur och styrelseordförande för En bok för alla.

## Biografi
Svensson växte upp i Uddevalla och flyttade 1947 med familjen till Stockholm. Han började studera vid Södra Latin och blev den förste i familjen som tog studentexamen. Senare tog han också folkskollärarexamen och arbetade som lärare på Birkagården.